# Griseldis
Griseldis ist ein weiblicher Vorname.

## Herkunft und Bedeutung
Der Name wurde aus dem Italienischen übernommen. Es ist dies der Name der Sagengestalt Griseldis.
Der Name ist zweigliedrig und leitet sich aus dem Althochdeutschen (gris = grau; hiltja = der Kampf) ab.

## Varianten
- Griselda,[1] Zelda, Grisel
- Chriseldis

## Namensträgerinnen
- Griselda Álvarez (1913–2009), mexikanische Schriftstellerin und Politikerin
- Griselda Blanco (1943–2012), kolumbianische Drogenhändlerin
- Griselda Gambaro (* 1928), argentinische Dramatikerin und Schriftstellerin
- Griselda González (* 1965), argentinisch-spanische Langstreckenläuferin
- Griselda Pollock (* 1949), südafrikanische Kunsthistorikerin
- Griseldis Wenner (* 1970), deutsche Fernsehmoderatorin und Schauspielerin

## Kulturelles
- Griseldis, Roman von Hedwig Courths-Mahler
- Griseldis, Dramatisches Gedicht von Friedrich Halm
- Griseldis (Film), Verfilmung des gleichnamigen Romans von Hedwig Courths-Mahler
- Meister der Griseldis (um 1490), Notname eines Malers der italienischen Renaissance
- Griseldis (Decamerone), fiktive literarische Gestalt
- (493) Griseldis, Asteroid